# Nos (Chile)
Nos es un sector de la ciudad de San Bernardo en Chile, ubicada en la Región Metropolitana de Santiago. 
Nos se distingue del resto de la comuna de San Bernardo por tener un nombre de solo tres letras y por una historia muy particular. El sector está experimentando un cambio inmobiliario debido a la eliminación del vertedero Lepanto, por lo que se están construyendo muchas casas residenciales al oriente del barrio.
En la actualidad diversos grupos sociales han considerado solicitar al gobierno regional habilitar este barrio como una nueva comuna por su desarrollo y plena autonomía en relación con el resto de la ciudad de San Bernardo.[cita requerida]

## Historia y etimología
Cuando Don Juan Dupré, uno de los acompañantes de Pedro de Valdivia llegó a Santiago, recibió una merced de tierra que abarcaba la zona de Nos hasta el Río Maipo, y el Zanjón de la Aguada por el norte. En el año 1700, Juan Dupré compró una hacienda importante en todo el territorio que hoy comprende Nos. Por otra parte, un ciudadano francés llamado Joseph Donaste, poseía una hacienda muy importante que llegaba hasta las inmediaciones de Calera de Tango, territorio que hoy comprende los sectores de Santa Filomena, San León y otros sectores de Nos. Dicho esto, Joseph Donaste era llamado, por los chilenos criollos que habitaban ese territorio, Joseph Denos, una variación castellana del francés Donaste. Ahí, precisamente, radica el verdadero origen del nombre de la localidad de Nos.

## Equipamiento e infraestructura
El barrio de Nos, desde el año 2010, ha sostenido un alza en la infraestructura de bienes y servicios. Se destaca la construcción del centro comercial Mall Plaza Sur, el que cuenta con grandes empresas como Starbucks, Cine Hoyts, McDonald's y puntos de venta automotriz de Chery.

## Límites
No es posible determinar con exactitud qué sector comprende Nos. A veces se le denomina Nos a la población que constituye San José de Nos (villa Unión y Esfuerzo, San José, Robert Kennedy y villa Esmeralda), sin que sea esto del todo correcto. Existen muchos otros sectores, villas, y poblaciones que adquirieron este nombre, como El Cerrillo de Nos (población Los Morros), El Canelo de Nos, Santa Filomena de Nos, San León de Nos, San José de Nos, Barrio Nuevo de Nos, Microbarrio Estación Nos, Los Patronales de Nos, El Alba de Nos, Cumbres de Nos, Faldeos de Nos, Las Palmas de Nos, La Campiña de Nos, Las Dalias de Nos, San Francisco de Nos, El Milagro de Nos, La Foresta de Nos, Cinco piNos, entre otros. Es por esta razón que el barrio de Nos ha adquirido una identidad propia. 
Como concesión, se podría afirmar que abarca desde Las Palmas de Nos y Faldeos de Nos hasta La Estancilla por el sur, y desde el Barrancón al poniente hasta el Cerro Negro al oriente. No obstante, de acuerdo con un mapa de las localidades de San Bernardo de mitad del siglo XX, Nos tiene inicio desde el norte de la comuna por límite natural en la avenida Eucaliptus / Almirante Riveros hasta el sur, llegando a la localidad de la Estancilla y Lo Herrera.